# NGC 7010
NGC 7010 (други обозначения – IC 5082, PGC 66039, MCG -2-53-24, NPM1G -12.0537) е елиптична галактика (E) в съзвездието Водолей.
Обектът присъства в оригиналната редакция на „Нов общ каталог“.